# Вад (Њамц)
Вад (рум. Vad) насеље је у Румунији у округу Њамц у општини Драгомирешти. Oпштина се налази на надморској висини од 371 m.

## Становништво
Према подацима из 2002. године у насељу је живело 745 становника.

### Попис2002.
| Расподела становништва по националности 2002.‍ | Расподела становништва по националности 2002.‍ | Расподела становништва по националности 2002.‍ | Расподела становништва по националности 2002.‍ | Расподела становништва по националности 2002.‍ |
| --------------------------------------------- | --------------------------------------------- | --------------------------------------------- | --------------------------------------------- | --------------------------------------------- |
|                                               |                                               |                                               |                                               |                                               |
| Румуни                                        | Румуни                                        |                                               | 646                                           | 86,7%                                         |
| Роми                                          | Роми                                          |                                               | 99                                            | 13,3%                                         |